# Walter Turszinsky
Leopold Walter Turszinsky, auch Turczynski, (* 10. Januar 1874 in Danzig; † 21. Mai 1915 in Berlin-Wilmersdorf) war ein deutscher Schriftsteller, Journalist und Drehbuchautor beim Stummfilm.

## Leben und Wirken
Turszinsky, Sohn des Kaufmanns Isidor Turszinsky, hatte seit den letzten Jahren des 19. Jahrhunderts schriftstellerisch gearbeitet. Zunächst verfasste er Reportagen, später schrieb er auch Bücher, die Essays, Gedichte, Biografien und Novellen beinhalteten. Vor allem Turszinskys Berlin-Buch Berlin – drüber weg und unten durch gibt noch heute einen interessanten Eindruck vom Lebensgefühl der Hauptstädter in den letzten Friedensjahren der Kaiserzeit. Sein Spezialgebiet als Bühnenautor wurde das Lustspiel. Mit Freiherr von Schlicht schuf er das Lustspiel in drei Akten „Seine Hoheit“, das im November 1908 am Friedrich-Wilhelmstädtischen Theater uraufgeführt wurde. Zwei Jahre darauf brachte Turszinsky mit Hans L’Arronge die vieraktige Komödie Platos Schüler zur Berliner Aufführung.
1912 gelang Turszinsky der Sprung zum Film. In den kommenden zweieinhalb Jahren bis zu seinem frühen Tod im Mai 1915 verfasste er die Manuskripte zu einer Fülle von Kinoinszenierungen, wobei vor allem seine gemeinsam mit Jacques Burg verfassten Drehbücher zu Carl Wilhelms beiden 1914 uraufgeführten Lustspielen Die Firma heiratet und Der Stolz der Firma mit dem jungen Ernst Lubitsch für große Kassen- wie Kritikererfolge sorgten. Weitere Drehbücher steuerte Turszinsky u. a. für Inszenierungen von Otto Rippert, Robert Wiene, Max Mack und Rudolf Biebrach bei.
Er war seit 1903 mit Olga, geborene Klein, verheiratet.

## Filmografie
- 1912: Gelbstern
- 1913: Um das Glück betrogen
- 1913: Die Firma heiratet
- 1914: Bergnacht
- 1914: Das Tal des Traumes
- 1914: Erstarrte Liebe
- 1914: Der Stolz der Firma
- 1914: Fräulein Leutnant
- 1914: Fräulein Feldgrau
- 1914: Das Vaterland ruft
- 1915: Zofia
- 1915: Es war ein Traum
- 1915: Die büßende Magdalena
- 1915: Fluch der Schönheit
- 1915: Lottekens Feldzug
- 1915: Arme Marie
- 1915: Die Konservenbraut
- 1915: Der springende Hirsch
- 1915: Auf der Alm, da gibt’s ka Sünd

## Buchveröffentlichungen (Auswahl)
- Menschen im Schatten. Berlin 1900
- Berliner Theater. Berlin 1906

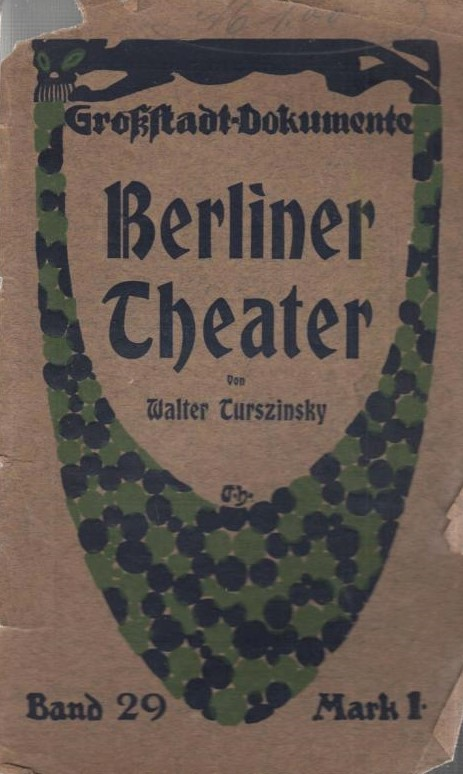
Walter Turszinsky: Berliner Theater, aus der Reihe Großstadt-Dokumente, Band 29

- Adolph L‘Arronge zum 70. Geburtstag. Berlin 1908
- Katastrophen. Novellen. Berlin 1909
- Albert Bassermann. Berlin 1909
- Berlin – drüber weg und unten durch. Berlin 1911
- Der Plumpsack geht um. Ruppige Gedichte. Berlin 1913